# تشارلز أ. ماي
تشارلز أ. ماي (بالإنجليزية: Charles A. May)‏ هو عسكري أمريكي، ولد في 9 أغسطس 1818 في واشنطن العاصمة في الولايات المتحدة، وتوفي في 24 ديسمبر 1864 في نيويورك في الولايات المتحدة.